# Team Kuota-Lotto/Saison 2015
Dieser Artikel listet Erfolge und Fahrer des Radsportteams Kuota-Lotto in der Saison 2015 auf.

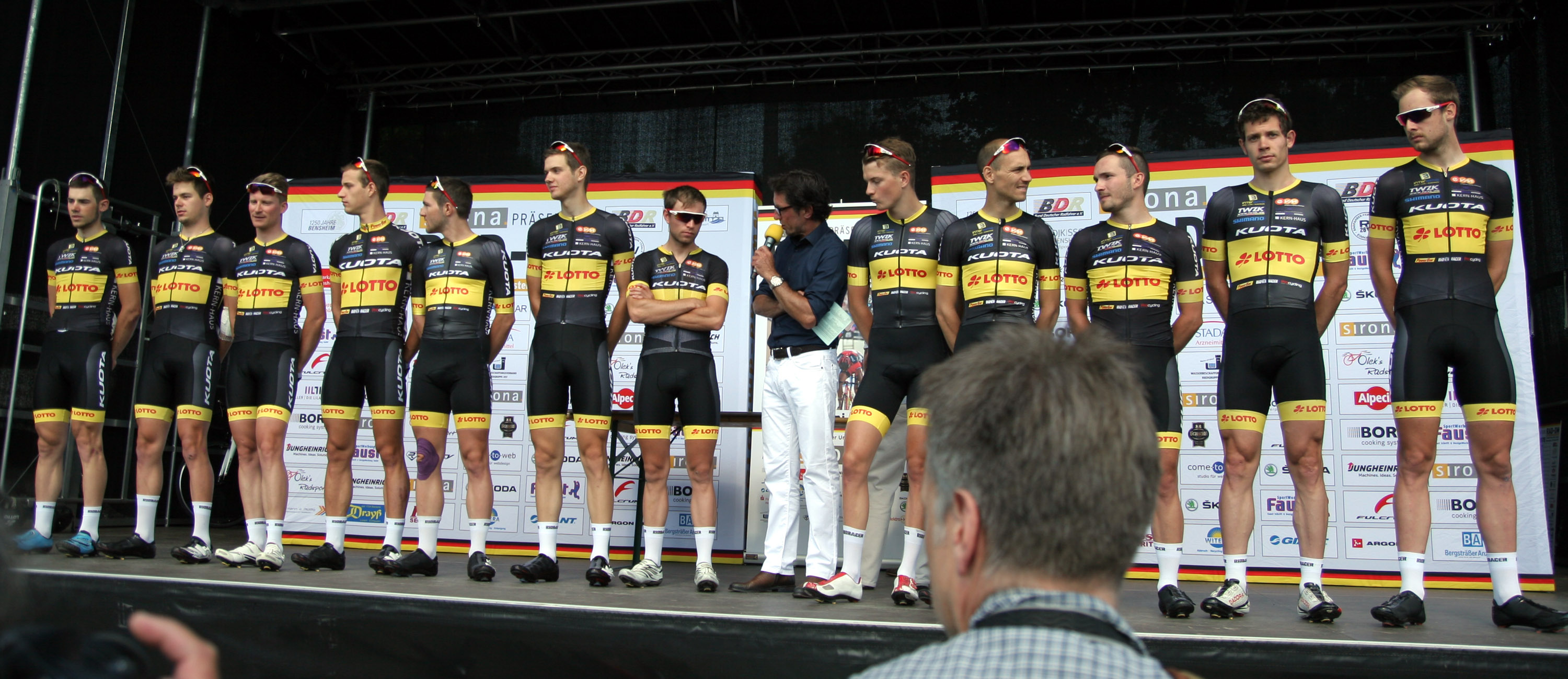
Das Team bei den Deutschen Straßenmeisterschaften 2015 in Bensheim

## Erfolge in der UCI Europe Tour
In den Rennen der Saison 2015 der UCI Europe Tour gelangen die nachstehenden Erfolge.
| Datum        | Rennen                             | Kat. | Fahrer        |
| ------------ | ---------------------------------- | ---- | ------------- |
| 16. Mai      | 4. Etappe Tour de Berlin           | 2.2U | Max Walscheid |
| 30. Mai      | 2. Etappe Tour de Gironde          | 2.2  | Marcel Meisen |
| 20. Juli     | 3. Etappe Oberösterreich-Rundfahrt | 2.2  | Marcel Meisen |
| 6. September | Kernen Omloop Echt-Susteren        | 1.2  | Max Walscheid |

## Abgänge – Zugänge
| Zugänge                      | Team 2014            | Abgänge         | Team 2015                      |
| ---------------------------- | -------------------- | --------------- | ------------------------------ |
| Tobias Knaup                 | LKT Team Brandenburg | Philipp Becker  | Unbekannt                      |
| Felix Drumm                  | MLP Team Bergstraße  | Daniel Breuer   | Unbekannt                      |
| Christopher Hatz             | MLP Team Bergstraße  | Jan Deutschmann | Unbekannt                      |
| Dario Rapps                  | Team Heizomat        | Micha Glowatzki | Unbekannt                      |
| Frederik Dombrowski          | Team Stölting        | Michael Kurth   | Unbekannt                      |
| Max Walscheid                | Team Stölting        | Nathan Müller   | Team Donaueschingen            |
| Andreas Fliessgarten         | Neoprofi             | Felix Schönbach | mein-radladen.de – Südwestteam |
| Joshua Huppertz              | Neoprofi             | Joachim Tolles  | Unbekannt                      |
| Lukas Löer                   | Neoprofi             | Gero Walbrül    | Unbekannt                      |
| Richard Weinzheimer          | Neoprofi             | Jonas Rapp      | mein-radladen.de – Südwestteam |
| Marcel Meisen (ab 23. April) | Corendon-Kwadro      |                 |                                |

## Mannschaft
| Name                  | Geburtstag         | Nationalität |
| --------------------- | ------------------ | ------------ |
| André Benoit          | 2. August 1989     | Deutschland  |
| Julian Braun          | 27. September 1995 | Deutschland  |
| Frederik Dombrowski   | 8. Januar 1992     | Deutschland  |
| Felix Drumm           | 4. November 1994   | Deutschland  |
| Andreas Fliessgarten  | 22. Juli 1980      | Deutschland  |
| Christopher Hatz      | 21. Oktober 1991   | Deutschland  |
| Joshua Huppertz       | 10. November 1994  | Deutschland  |
| Tobias Knaup          | 17. März 1993      | Deutschland  |
| Lukas Löer            | 11. Februar 1995   | Deutschland  |
| Marcel Meisen         | 8. Januar 1989     | Deutschland  |
| Florian Monreal       | 23. Mai 1986       | Deutschland  |
| Dario Rapps           | 2. Juli 1994       | Deutschland  |
| Robert Retschke       | 17. Dezember 1980  | Deutschland  |
| Max Walscheid         | 13. Juni 1993      | Deutschland  |
| Richard Weinzheimer   | 4. April 1996      | Deutschland  |
| Daniel Westmattelmann | 31. Oktober 1987   | Deutschland  |